# Episodi di C'è sempre il sole a Philadelphia (sedicesima stagione)
La sedicesima stagione della serie televisiva C'è sempre il sole a Philadelphia è stata trasmessa negli Stati Uniti a partire dal 7 giugno al 19 luglio 2023 su FXX.
In Italia, la stagione è stata pubblicata su Disney+ dal 31 luglio 2024.
| nº | Titolo originale                         | Titolo italiano             | Prima TV USA   | Prima TV Italia |
| -- | ---------------------------------------- | --------------------------- | -------------- | --------------- |
| 1  | The Gang Inflates                        | La Gang gonfia              | 7 giugno 2023  | 31 luglio 2024  |
| 2  | Frank Shoots Every Member of the Gang    | La metamorfosi di Frank     | 7 giugno 2023  | 31 luglio 2024  |
| 3  | The Gang Gets Cursed                     | La banda maledetta          | 14 giugno 2023 | 31 luglio 2024  |
| 4  | Frank vs. Russia                         | Frank vs. Russia            | 21 giugno 2023 | 31 luglio 2024  |
| 5  | Celebrity Booze: The Ultimate Cash Grab  | La bevanda delle star       | 28 giugno 2023 | 31 luglio 2024  |
| 6  | Risk E. Rat's Pizza and Amusement Center | La sala giochi              | 5 luglio 2023  | 31 luglio 2024  |
| 7  | The Gang Goes Bowling                    | Il torneo misto             | 12 luglio 2023 | 31 luglio 2024  |
| 8  | Dennis Takes a Mental Health Day         | Il riposo mentale di Dennis | 19 luglio 2023 | 31 luglio 2024  |

## La Gang gonfia
- Titolo originale: The Gang Inflates
- Diretto da: Heath Cullens
- Scritto da: Nina Pedrad

## La metamorfosi di Frank
- Titolo originale: Frank Shoots Every Member of the Gang
- Diretto da: Richie Keen
- Scritto da: Davis Kop

## La banda maledetta
- Titolo originale: The Gang Gets Cursed
- Diretto da: Richie Keen
- Scritto da: David Hornsby

## Frank vs. Russia
- Titolo originale: Frank vs. Russia
- Diretto da: Heath Cullens
- Scritto da: Megan Ganz

## La bevanda delle star
- Titolo originale: Celebrity Booze: The Ultimate Cash Grab
- Diretto da: Megan Ganz
- Scritto da: Charlie Day, Glenn Howerton e Rob McElhenney

## La sala giochi
- Titolo originale: Risk E. Rat's Pizza and Amusement Center
- Diretto da: Nina Pedrad
- Scritto da: Rob Rosell

## Il torneo misto
- Titolo originale: The Gang Goes Bowling
- Diretto da: Megan Ganz
- Scritto da: Charlie Day, Glenn Howerton e Rob McElhenney

## Il riposo mentale di Dennis
- Titolo originale: Dennis Takes a Mental Health Day
- Diretto da: Heath Cullens
- Scritto da: Ross Maloney